# Брестова
Брестова (болг. Брестова) — село в Болгарии. Находится в Старозагорской области, входит в общину Гурково.

## Политическая ситуация
Кмет (мэр) общины Гурково — Стоян Бонев Николов (Болгарская социалистическая партия (БСП)) по результатам выборов.